# Florent Aziri
Florent Aziri (* 3. September 1988 in Kosovska Mitrovica, SFR Jugoslawien) ist ein deutsch-kosovarischer ehemaliger Fußballspieler. Er spielte im Sturm vorzugsweise als Rechtsaußen.

## Karriere

### Verein
Florent Aziri spielte in seiner Jugend für mehrere Vereine in Deutschland, wo er aufwuchs. Zuerst spielte er für Holstein Kiel, PSV Union Neumünster und SV Tungendorf, bevor er in die Jugendabteilung der Bundesligisten Werder Bremen und VfL Wolfsburg wechselte. Im Sommer 2007 wechselte er zum Oberligisten FC Oberneuland aus Bremen. Dort kam er neunmal zum Einsatz, bevor er im Januar 2008 zum Regionalligisten VfB Lübeck wechselte. Dort schaffte er jedoch nicht den Durchbruch. Nach einem halben Jahr kehrte er nach nur zwei Einsätzen für die erste Mannschaft und einem Einsatz für die zweite Mannschaft wieder zum FC Oberneuland zurück. Dort absolvierte er in der Saison 2008/09 in der Regionalliga zwölf Einsätze für den FCO, wurde jedoch immer nur eingewechselt. Daher verließ er den Verein im März 2009 und wechselte zum kosovarischen Erstligisten KF Trepça. Im Sommer 2010 wurde er dann mit dem Verein kosovarischer Meister. Mitte Mai 2010 absolvierte er ein Probetraining beim Zweitligisten Fortuna Düsseldorf. Schon im Januar 2010 hatte er ein Probetraining beim Ligakonkurrenten 1. FC Kaiserslautern absolviert. Doch beide Vereine sahen von einer Verpflichtung ab. Im Januar 2011 wurde Aziri vom slowenischen Erstligisten NK Domžale verpflichtet. Hier kam er am 26. Februar 2011 zu seinem Debüt im Profifußball, als er im Ligaheimspiel gegen den FC Koper (1:2) in der 67. Minute für Lucas Mario Horvat eingewechselt wurde. Insgesamt kam er neunmal zum Einsatz kam. Am Ende der Saison wurde er mit dem Verein slowenischer Pokalsieger. Trotzdem musste er den Verein verlassen. Er schloss sich wieder KF Trepça an. Doch schon nach einem halben Jahr wechselte er im Januar 2012 zum albanischen Erstligisten KF Tirana und unterschrieb einen Zweijahresvertrag. Am 10. März 2012 schoss er im Ligaauswärtsspiel gegen KS Pogradeci (2:1) sein erstes Profitor. Am Ende der Saison wurde er mit dem Tirana albanischer Pokalsieger. Zur Saison 2012/13 wechselte er zum Ligakonkurrenten KS Besa Kavaja. Dort kam er in der Hinrunde 2012/13 zu neun Einsätzen. Anfang Dezember 2012 gab sein Manager bekannt, dass Aziri im Januar 2013 einen Zweijahresvertrag beim südkoreanischen Erstligisten Suwon Samsung Bluewings unterschreiben werde. Aus dem Transfer wurde nichts und Aziri war die folgende Saison vereinslos.
Zurück in Deutschland schloss er sich im Sommer 2014 dem Regionalligisten VfB Oldenburg an, bei dem er sich nicht durchsetzen konnte. Im Februar 2015 wechselte er in die Bremen-Liga zum Bremer SV. Dort entwickelte er sich zum Torjäger und wurde mit dem BSV dreimal in Folge Bremer Meister, die Mannschaft scheiterte jedoch dreimal in der Aufstiegsrunde zur Regionalliga. Im Januar 2018 wechselte Aziri zum Ligakonkurrenten BSC Hastedt.

## Titel und Erfolge
- Kosovarischer Meister: 2010
- Slowenischer Pokalsieger: 2011
- Albanischer Pokalsieger: 2012